# Kostadinovac (Merošina)
Kostadinovac (em cirílico: Костадиновац) é uma vila da Sérvia localizada no município de Merošina, pertencente ao distrito de Nišava. A sua população era de 253 habitantes segundo o censo de 2011.

## Demografia
| 1948 | 1953 | 1961 | 1971 | 1981 | 1991 | 2002 | 2011 |
| ---- | ---- | ---- | ---- | ---- | ---- | ---- | ---- |
| 429  | 464  | 427  | 391  | 369  | 325  | 306  | 253  |